# Housemarque
Housemarque è un'azienda finlandese produttrice di videogiochi fondata nel 1995 dalla fusione di Terramarque e Bloodhouse, aziende sviluppatrici di videogiochi per Amiga.
Nel marzo 2007 Housemarque ha annunciato sul proprio sito lo sviluppo di titoli per Playstation Network e per XBox Live Arcade. Il primo di questi è stato Super Stardust HD.
Nel 2021 viene acquisita da Sony entrando nei PlayStation Studios.

## Giochi sviluppati
- Super Stardust — Amiga 1200, CD32 (1995)
- Super Stardust — PC (1996)
- Alien Incident — PC (1996)
- The Reap — PC (1997)
- Supreme Snowboarding (vedi anche Boarder Zone) — PC (1999)
- Transworld Snowboarding — Xbox (2002)
- Super Stardust HD — PlayStation Network (2007)[1][2]
- Golf: Tee It Up! — Xbox Live Arcade (2008)
- Super Stardust Portable — PSP (2008)
- Dead Nation — PlayStation Network (2010)
- Outland - PlayStation 3, Xbox 360 (2011), Steam (2015)[3][4][5]
- Resogun - PlayStation 3, PlayStation 4, PlayStation Vita (2013)
- Alienation — PlayStation 4 (2016)
- Nex Machina - PlayStation 4, PC (2017)
- Matterfall — PlayStation 4 (2017)
- Returnal — PlayStation 5 (2021)
- Saros — PlayStation 5 (2026)